# Argyresthia pedemontella
Argyresthia pedemontella is een vlinder uit de familie van de pedaalmotten (Argyresthiidae). De wetenschappelijke naam van de soort werd in 1877 gepubliceerd door Victor Toucey Chambers.